# Kirche der Mutter Gottes von der immerwährenden Hilfe (Winda)
Die Kirche der Mutter Gottes von der immerwährenden Hilfe in Winda (deutsch Wenden) ist ein Bauwerk aus der ersten Hälfte des 15. Jahrhunderts. Bis 1945 war sie das Gotteshaus des ostpreußischen evangelischen Kirchspiels Wenden und ist heute römisch-katholische Pfarrkirche in der polnischen Woiwodschaft Ermland-Masuren.

## Geographische Lage
Winda liegt in der nördlichen Mitte der Woiwodschaft Ermland-Masuren, neun Kilometer nördlich der Kreisstadt Kętrzyn (deutsch Rastenburg). Durch das Dorf verläuft die Woiwodschaftsstraße 591 (einstige deutsche Reichsstraße 141). Die nächste Bahnstation ist Kętrzyn an der Korsze–Ełk–Białystok.
Der Standort der Kirche befindet sich in der nördlichen Ortsmitte auf der Westseite der Woiwodschaftsstraße.

## Kirchengebäude

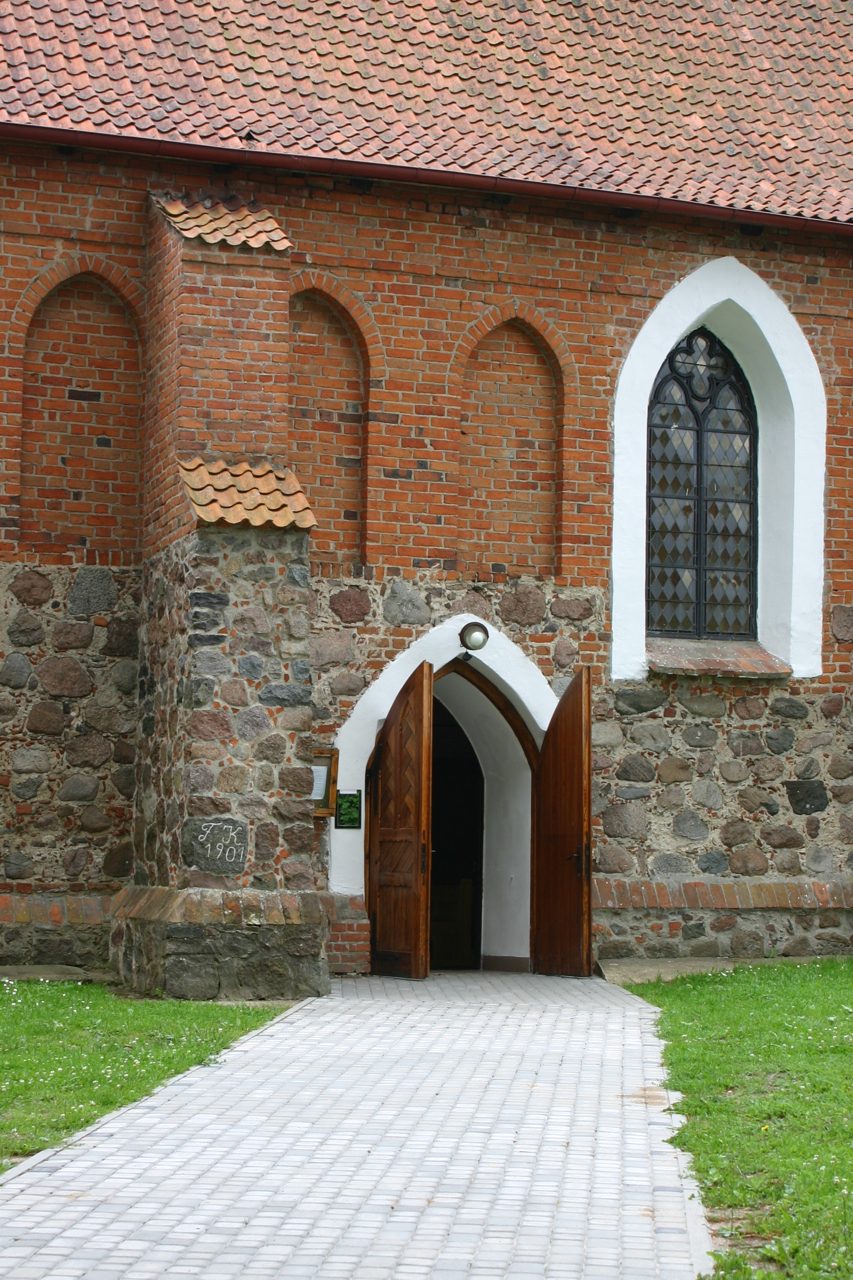
Eingangsportal an der Nordseite der Kirche

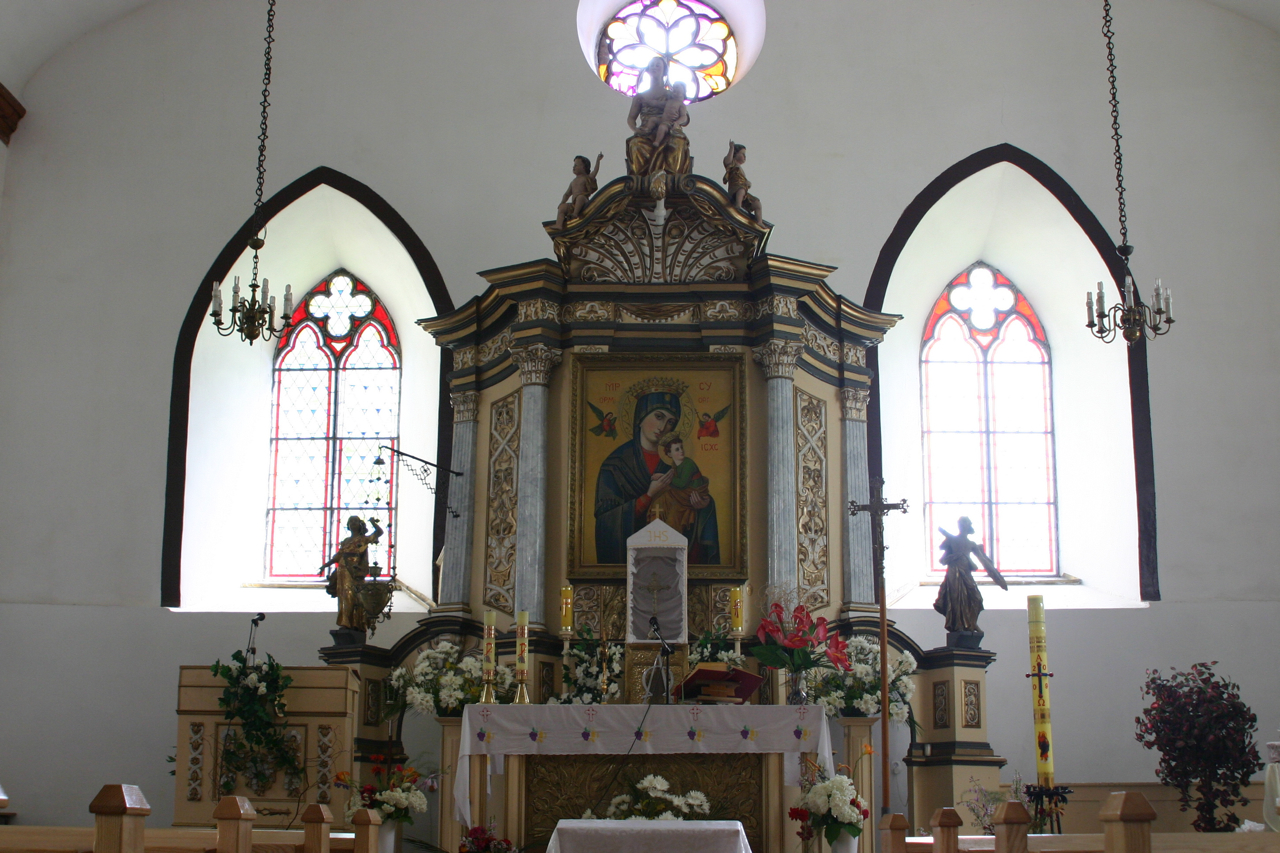
Der Altar der Kirche

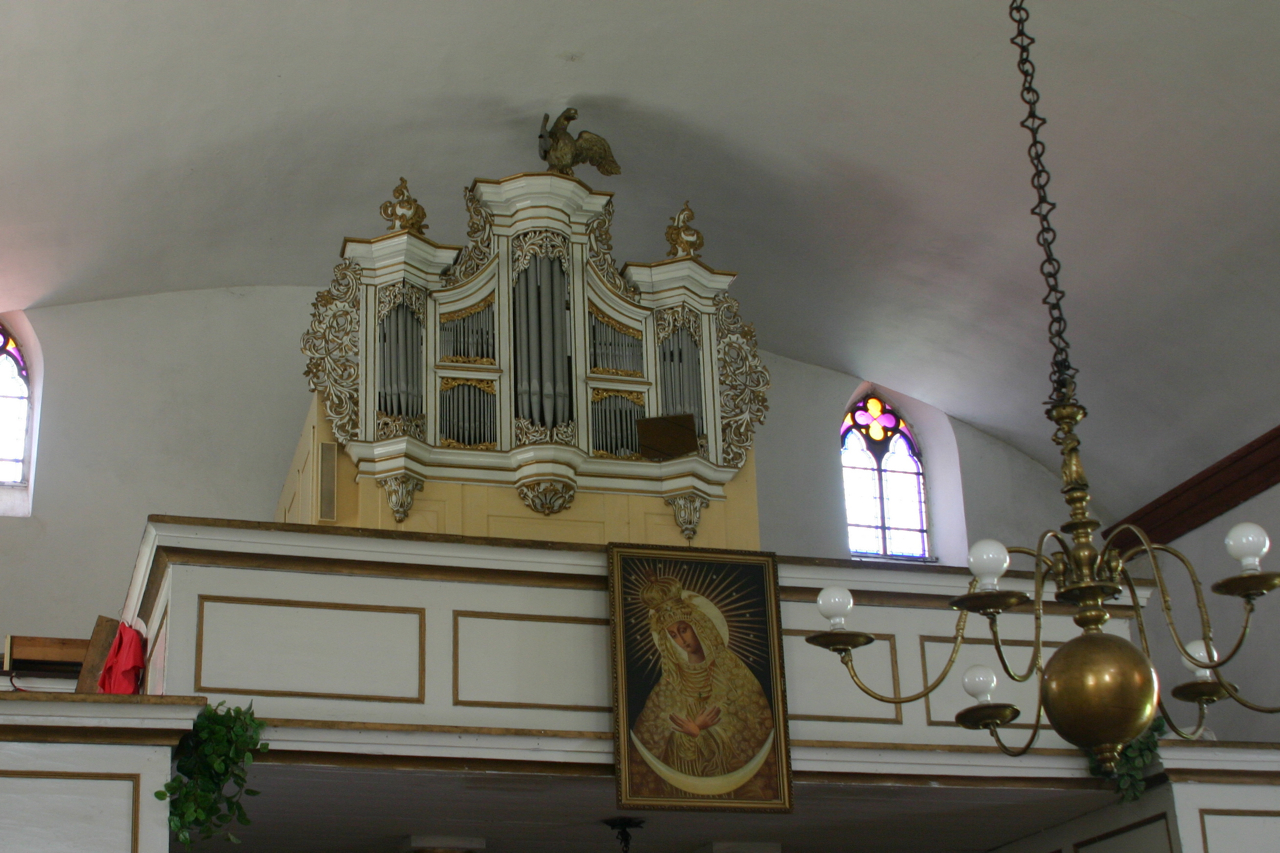
Blick auf die Orgelempore

Bei der Kirche in Winda handelt es sich um einen Backsteinbau auf Feldsteinfundament. Er entstand in der ersten Hälfte des 15. Jahrhunderts wohl als Ersatz für eine bis dahin hölzerne Kirche. Das Bauwerk ist mit schönen Giebeln ausgerüstet. Der freie Stufengiebel auf der Ostseits mit der auf- und absteigenden Schein-Arkatur ist aus rotem Backstein gefertigt, zu dem die weiß verputzten Nischen in lebhaftem Gegensatz stehen. Erst 1834 wurde der massive Turm im Westen vorgesetzt an der Stelle eines hölzernen Turms, der am 17. Januar 1818 durch einen Orkan zerstört wurde. Der Turm hat bis heute ein eingezogenes achteckiges Obergeschoss mit einem spitzen Krempenhut.
Um 1800 zog man im Innenraum das Tonnengewölbe ein. Darunter befanden sich auffallend tiefe seitliche Emporen. Der nur wenig verzierte Kanzelaltar war streng architektonisch gegliedert. Er entstand um 1740 unter Verarbeitung des Altars von 1726. Eine figürliche Bekrönung war über dem Aufsatz angebracht, der selbst von je einer Figur flankiert wurde. Die Innenausstattung insgesamt stammte vom Anfang des 18. Jahrhunderts, so auch eine Messingtaufschale und ein schwebender Taufengel eines nicht näher bekannten Künstlers. In der Kirche befand sich zudem ein Epitaph eines nicht näher bezeichneten Carl Friedrich Naze († 1746).
Eine Orgel erhielt die Kirche 1766/68. Ihr Meister war Johann Christoph Unger (um 1740–1766). 1883 wurde die Orgel erweitert.
Das Geläut der Kirche bestand aus drei Glocken, die 1821, 1835 und 1878 gegossen worden sind.
Nach 1945 wurde die seit der Reformation evangelische Kirche in ein katholisches Gotteshaus der Pfarrei Winda umgewidmet, die hier 1946 errichtet wurde. Das Gebäude wurde gründlich restauriert und die Innenausstattung vielfach verändert und damit den neuen liturgischen Bräuchen angepasst. Sie wurde der Mutter Gottes von der immerwährenden Hilfe gewidmet.

## Kirchen-/Pfarrgemeinde
Die Gründung der Kirche im damaligen Wenden fiel in vorreformatorische Zeit und soll Ende des 14. Jahrhunderts erfolgt sein. Mit der Einführung der Reformation in Ostpreußen wurde sie evangelischer Konfession.

### Evangelisch

#### Kirchengeschichte
Bis 1945 war das Kirchspiel Wenden in den Kirchenkreis Rastenburg (polnisch Kętrzyn) in der Kirchenprovinz Ostpreußen der Kirche der Altpreußischen Union eingegliedert. Im Jahre 1925 zählte es 1930 Gemeindemitglieder, die in einem mehr als 20 Dörfer, Ortschaften und Wohnplätze umfassenden Pfarrsprengel wohnten. Das Kirchenpatronat oblag den Rittergutsbesitzern von Elisenthal (polnisch Niedziały) und Wenden (Winda).
Flucht und Vertreibung der einheimischen Bevölkerung setzten 1945 bis 1950 dem Leben der evangelischen Kirchengemeinde in dem dann „Winda“ genannten Ort ein Ende. Heute hier lebende evangelische Kirchenglieder gehören jetzt zur Kirchengemeinde in Barciany (deutsch Barten), einer Filialgemeinde der Pfarrei in Kętrzyn in der Diözese Masuren der Evangelisch-Augsburgischen Kirche in Polen.

#### Kirchspielorte
Bis 1945 waren in das Kirchspiel Wenden waren neben dem Pfarrort eingegliedert:
| Deutscher Name  | Polnischer Name     |  | Deutscher Name | Polnischer Name |
| --------------- | ------------------- |  | -------------- | --------------- |
| Albertinhausen  | Staniszewo          |  | Petermanns     | Pieszewo        |
| Elisenthal      | Niedziały           |  | Platlack       | Płatławki       |
| Ernsthof        | Słupek              |  | Rawlack        | Rowy            |
| Fünfhuben       | Niedziałki          |  | Riplauken      | Rypławki        |
| Groß Kemlack    | Kiemławki Wielkie   |  | Rodehlen       | Rodele          |
| Groß Schatten   | Szaty Wielkie       |  | Stettenbruch   | Szczeciniak     |
| Klein Blaustein | Sińczyk-Leśniczówka |  | Wehlack        | Skierki         |
| * Klein Kemlack | Kiemławki Małe      |  | Wenden (Forst) | Niedziały       |
| Maraunen        | Moruny              |  | Wendenau       |                 |
| Marklack        | Markławka           |  | Weypoth        | Wypęk           |

#### Pfarrer
Bis 1945 amtierten an der Kirche in Wenden als evangelische Geistliche die Pfarrer:
- NN., 1557
- Michael Pauli, 1567/1579
- Andreas Graß, 1619
- Michael Bernhardi d.Ä., 1624–1659
- Michael Bernhardi d.J., 1659–1698
- Christian Bernhardi, 1694–1705
- Johann Schwartz, 1711/1715
- Johann Heinrich Saft, 1714–1722
- Carl Friedrich Natius, 1722–1748
- Carl Christian Suchland, 1748–1773
- Christian Fr. Suchland, 1773–1822
- Theodor Leopold Henne, 1808–1811
- August Heinrich Hildebrandt, 1811–1814
- Christoph Wilhelm Kuhnke, 1816–1839
- Friedrich Samuel Richter, 1839–1881
- Joh. Gottlieb Mallettke, 1881–1923
- Kurt Raeder, 1923–1929
- Herbert Degenhardt, 1929–1945

#### Kirchenbücher
Von den Kirchenbuchunterlagen des Kirchspiels Wenden haben sich erhalten und werden im Evangelischen Zentralarchiv in Berlin-Kreuzberg aufbewahrt:
- Taufen: 1659 bis 1944
- Trauungen: 1681 bis 1752 und 1765 bis 1944
- Begräbnisse: 1766 bis 1944
- Konfirmationen: 1917 bis 1944
- Kommunikanten: 1719 bis 1731, 1765 bis 1775 und 1833 bis 1865.

### Katholisch
Die vor 1945 zahlenmäßig wenigen Katholiken im Gebiet Wenden waren in die Kirche in Rastenburg im damaligen Bistum Ermland eingepfarrt. Die Ansiedlung von polnischen Neubürgern in Winda nach 1945 ließ ihre Zahl stark anwachsen, so dass hier bald eine katholische Gemeinde entstand und 1946 bereits eine Pfarrei errichtet wurde. Sie ist Teil des Dekanats Kętrzyn II (Nordost) im jetzigen Erzbistum Ermland. Beigegeben ist der Pfarrei die Filialkirche in Podławki (Podlacken).

## Verweise